# NGC 6781
NGC 6781 је планетарна маглина у сазвежђу Орао која се налази на NGC листи објеката дубоког неба.
Деклинација објекта је + 6° 32' 25" а ректасцензија 19h 18m 28,3s. Привидна величина (магнитуда) објекта NGC 6781 износи 11,4 а фотографска магнитуда 11,8. NGC 6781 је још познат и под ознакама PK 41-2.1, CS=15.0.